# Оберштейнер, Генрих
Генрих Оберштейнер (нем. Heinrich Obersteiner; 13 ноября 1847, Вена, Австрийская империя — 19 ноября 1922) — австрийский невролог, профессор медицины.

## Биография
Еврейского происхождения. Сын и внук венских врачей. Обучался в университет Вены, слушал лекции Йозефа Гиртля, Карла Рокитанского, Йозефа Шкоды, Теодора Мейнерта.
Уже будучи студентом, занимался научной работой в лаборатории Эрнста Вильгельма фон Брюкке (1819—1892). До получения докторской степени опубликовал свою первую работу в области неврологии о тонкой структуре коры мозжечка.
В 1870 году получил докторскую степень в Венском университете.
В 1873 году в университете Вены прошёл процесс хабилитации в области патологии и анатомии нервной системы, став доцентом в 1880 году, в 1898 г. — «полный профессор» душевных и нервных болезней, владелец и директор частной лечебницы для душевнобольных в Вене.
В 1882 году основал всемирно известный институт анатомии и физиологии центральной нервной системы в Вене — Österreichisches Interakademisches Zentralinstitut für Hirnforschung. С 1885 года— член Германской академии естествоиспытателей «Леопольдина».
Им опубликованы многочисленные исследования по физиологии и патологии центральной нервной системы. Составил отличное руководство к изучению строения головного и спинного мозга, переведенное также на русский язык. Из заведуемой им анатомо-физиологической лаборатории постоянно выходили основательные экспериментальные и патологоанатомические работы местных и приезжих врачей. Изучал гипноз.
Член-основатель в 1909 году и член редакции журнала «Эпилепсия» Международной лиги борьбы с эпилепсией.

## Память
- Именем названа улица в венском районе Дёблинг — Obersteinergasse.
- В честь профессора и его коллеги Эмиля Редлиха (1866—1930) названа Зона Редлиха-Оберштейнера, место вхождения заднего корешка в спинной мозг.

## Избранные труды
- Anleitung beim Studium des baues der nervösen Centralorgane im gesunden und kranken Zustande. Leipzig and Vienna, 1888
- Die Lehre vom Hypnotismus. Leipzig and Vienna, 1893
- Die Krankheiten des Rückenmarks (в соавт.)
- Handbuch der praktischen Medizin, in Verbindung mit Zahlreichen Gelehrten. Stuttgart, 1906.
- Makroskopische Untersuchung des Zentralnervensystems, Berlin and Vienna, 1924.

Автор первого немецкоязычного издания о эпилепсии.
Похоронен на венском Дёблингском кладбище.